# زاویه سوسه
زاویه سوسه (به عربی: زاویة سوسة) یک منطقهٔ مسکونی در تونس است که در استان سوسه واقع شده‌است.